# Real Madrid Castilla Club de Fútbol
Real Madrid Castilla Club de Fútbol, também conhecido como Real Madrid Castilla, ou mesmo Real Madrid B, é a equipe filial do Real Madrid.

## Elenco atual
Atualizado em 30 de maio de 2025.

## Jogadores famosos
| Espanhóis - Iker Casillas - Emilio Butragueño - Francisco Pavón - Guti - Javi García - Pedro Antonio de Lima - Miguel Torres Gómez - Rafael Benítez - Raúl - Raúl Bravo - Roberto Soldado - Rubén de la Red - Santiago Cañizares - Miguel Torres Gómez - Rodrigo Moreno Machado - Julio Iglesias | Estrangeiros - César Prates - Iarley - Casemiro - Willian José - Vinícius Júnior - Esteban Cambiasso - Rolando Zárate - Samuel Eto'o - Dejan Petković - Martin Ødegaard |

## Dados do Clube
- Temporadas na 2ª: 30
- Temporadas na 2ª B: 10
- Temporadas na 3ª: 20
- Estreia na Segunda Divisão Espanhola: 1949/1950
- Primeira Partida na 2ª divisão: Castilla 6-3 Salamanca (1949/1950)
- Melhor posição na "La Liga": 1º (Segunda Divisão Espanhola temporada 1983/1984)
- Pior posição na "La Liga": 18º (Segunda Divisão Espanhola nas temporadas 1989/1990 e 1996/1997) Na temporada 2006/2007 terminou em 19ª lugar, porém a liga tinha 22 equipes e está posição correspondia a 4ª pior. E nas outras temporadas era a 3ª pior posição.
- Participações na Recopa Européia (1): 1/32 final (1980/1981)
- Maior goleada aplicada: Castilla 30-0 Úbeda CF (1960/1961)
- Maior goleada sofrida: SD Eibar 6-0 Castilla (1988/1989)
- Vitórias Consecutivas: (7) (1978/1979)
- Derrotas Consecutivas: (6) (Ultima vez foi em 1996-1997)
- Empates Consecutivos: (4) (Ultima vez foi em 1988-1989)
- Maior série de partidas sem vencer: (12) (1986/1987 - 1987/1988)
- Maior série de partidas sem perder: (25) (1983/1984 - 1984/1985)
- Única equipe da 2ª divisão espanhola que jogou uma competição européia estando na 2ª: 1 temporada (1980/1981)

## Histórico

### Classificações
|           | I | II | III | IV | V | Pts    | J  | V  | E  | D  | G.M. | G.S. | Diff. |
| 2017-2018 |   | 8  |     |    |   | 55 pts | 38 | 14 | 13 | 11 | 53   | 37   | +16   |
| 2016-2017 |   | 11 |     |    |   | 51 pts | 38 | 13 | 12 | 13 | 43   | 47   | -4    |
| 2015-2016 |   |    | 1   |    |   | 80 pts | 38 | 24 | 8  | 6  | 72   | 40   | +32   |
| 2014-2015 |   |    | 6   |    |   | 58 pts | 38 | 16 | 10 | 12 | 59   | 40   | +19   |
| 2013-2014 |   | 20 |     |    |   | 49 pts | 42 | 13 | 10 | 19 | 49   | 56   | -7    |
| 2012-2013 |   | 8  |     |    |   | 66 pts | 38 | 17 | 8  | 17 | 80   | 62   | +14   |
| 2011-2012 |   |    | 1   |    |   | 78 pts | 38 | 23 | 9  | 6  | 77   | 36   | +20   |
| 2010-2011 |   |    | 13  |    |   | 50 pts | 38 | 18 | 9  | 11 | 60   | 45   | +15   |
| 2009-2010 |   |    | 8   |    |   | 56 pts | 38 | 15 | 11 | 12 | 68   | 51   | +15   |
| 2008-2009 |   |    | 6   |    |   | 63 pts | 38 | 18 | 9  | 11 | 60   | 45   | +15   |
| 2007-2008 |   |    | 8   |    |   | 61 pts | 38 | 17 | 10 | 11 | 60   | 42   | +18   |
| 2006-2007 |   | 19 |     |    |   | 49 pts | 42 | 13 | 10 | 19 | 55   | 67   | -12   |
| 2005-2006 |   | 10 |     |    |   | 55 pts | 42 | 16 | 7  | 19 | 55   | 50   | +5    |
| 2004-2005 |   |    | 1   |    |   | 76 pts | 38 | 22 | 10 | 6  | 60   | 28   | +32   |
| 2003-2004 |   |    | 2   |    |   | 70 pts | 38 | 21 | 7  | 10 | 55   | 32   | +23   |
| 2002-2003 |   |    | 6   |    |   | 59 pts | 38 | 15 | 14 | 9  | 57   | 39   | +18   |
| 2001-2002 |   |    | 1   |    |   | 80 pts | 38 | 24 | 8  | 6  | 63   | 31   | +32   |
| 2000-2001 |   |    | 7   |    |   | 61 pts | 38 | 18 | 7  | 13 | 74   | 53   | +21   |
| 1999-2000 |   |    | 5   |    |   | 61 pts | 38 | 17 | 10 | 11 | 72   | 51   | +21   |
| 1998-1999 |   |    | 3   |    |   | 64 pts | 38 | 18 | 10 | 10 | 68   | 39   | +29   |
| 1997-1998 |   |    | 2   |    |   | 72 pts | 38 | 23 | 3  | 12 | 70   | 40   | +30   |
| 1996-1997 |   | 18 |     |    |   | 41 pts | 38 | 11 | 8  | 19 | 40   | 69   | -29   |

## Títulos
| Nacionais | Nacionais          | Nacionais | Nacionais                            |
| Troféus   | Competição         | Títulos   | Temporadas                           |
| --------- | ------------------ | --------- | ------------------------------------ |
|           | Segunda División   | 1         | 1983-84                              |
|           | Segunda División B | 4         | 1990-91, 2001-02 , 2004-05 e 2011-12 |